# Gorivo iz alg
Gorivo iz alg je vrsta obnovljivega goriva, proizvedenega iz alg, alternativa sedanjim fosilnim gorivom. Veliko podjetij in organizacij dela na zmanjšanju stroškov proizvodnje algalnih goriv. Alge so privlačne, ker rastejo zelo hitro, na hektar se da proizvesti 10-100X več goriva kot z drugimi biogorivi. Alge rastejo tudi, kjer druge vrste ne uspevajo, in ne potrebujejo toliko gnojil in pesticidov. Za rast potrebujejo manj vode, lahko uspevajo tudi v nekaterih onesnaženih vodah. Ocenjuje se, da bi alge na 39000 km2 velikem področju, 0,42% površine ZDA zadostovalo za vse potrebe po transportnih gorivih v ZDA.
Oragnizacija Algal Biomass Organization ocenjuje, da bi alge lahko od leta 2018 naprej dosegle enako ceno kot sedanja goriva, če dobijo davčne olajšave..Algenol je izjavil, da je že proizvedel (8400 m3/km2) in upa, da bo leta 2014 začel s komercialno proizvodnjo.
Alge potrebujeo za rast nutriente, sončno svetlobo in vodo. Uspevajo tudi na slanih, deloma onesnažnih vodah, pa tudi v kanalizaciji. Ko iztisnemo olje iz nekaterih vrst alg, lahko ostanek uporabimo kot hrano za živali ali pa gnojilo za zemljo, lahko pa ga tudi zažgemo za ogrevanje.

## Proizvodnja
- Suha masa je odstotek suhe mase v primerjavi s svežo maso.[4] Npr. 10% bi potreboval 10 kg za 1 kg suhe mase.
- Delež lipidov je odstotek lipodov v primerjavi s suho maso. Npr. 40% bi potreboval 2,5 kg alg za liter olja.[5]